# Sucha (góra)
Sucha (niem. Dürreberg, Dürre-Berg, 776 m n.p.m.) – szczyt w Sudetach Środkowych, w Górach Wałbrzyskich.
Szczyt położony jest na południowy wschód od dzielnicy Wałbrzycha Podgórze, na obszarze Parku Krajobrazowego Sudetów Wałbrzyskich, w południowo-wschodniej części Gór Wałbrzyskich, w masywie Rybnickiego Grzbietu.
Jest to wzniesienie zbudowane ze skał wylewnych, w kształcie stożka o stromych zboczach z wyraźnie zaznaczonym wierzchołkiem. Poniżej szczytu po południowo-zachodniej stronie położona jest Przełęcz pod Borową.
Wzniesienie w całości porośnięte lasem świerkowym regla dolnego.
Nazwę Sucha wprowadzono urzędowo w 1949 roku, zastępując poprzednią niemiecką nazwę Dürre-Berg.

## Szlaki turystyczne
Po południowo-zachodniej stronie poniżej szczytu przez Przełęcz Pod Borową prowadzi szlak turystyczny  – żółty z Wałbrzycha do Jedliny-Zdroju.